# Diphylleia grayi
Diphylleia grayi F.Schmidt è una specie di pianta perenne della famiglia delle Berberidaceae. È originaria del Giappone settentrionale e centrale.

## Descrizione
La pianta cresce fino a 0,4 m. I fiori sono bianchi, pedicellati, con sei petali obovati e fioriscono da maggio a luglio. Dopo la fioritura, produce frutti blu scuro/viola con un rivestimento bianco polveroso da giugno ad agosto. I suoi steli sono tereti e crescono tra 30–60 cm di lunghezza. I suoi rizomi sono robusti e nodosi. Caratteristica peculiare della pianta sono i petali, che diventano trasparenti a contatto con l'acqua. Una volta asciutti, i petali tornano bianchi.

## Distribuzione e habitat
La pianta è distribuita dal Nord al Centro di Honshū, Hokkaidō, Mount Daisen e Sakhalin. Cresce in luoghi poco umidi nei boschi di alta montagna.

## Usi terapeutici
Negli anni 1960, il botanico Yanagi Kimura scoprì che gli estratti grezzi di D. grayi contengono sostanze simili, ma più potenti, della podofillina e della colchicina. L'estratto ha avuto effetti antitumorali sui tumori animali trapiantabili.